# Оптациан из Брешии
Оптациан (лат. Optatianus; V век) — епископ Брешии. День памяти — 14 июля.

## Биография
Святой Оптациан был епископом города Брешии около 451 года, став на епископской кафедре преемником святого Гаудиоза I. Как и иные владыки в том регионе, он считался графом. Известен тем, что подписал письмо святому папе римскому Льву I относительно Евсевия Миланского. После его смерти епископом Брешиа стал святой Вигилий.